# Centro de artes escénicas de Tel Aviv
El Centro de artes escénicas de Tel Aviv (en hebreo: המשכן לאומנויות הבמה) es un centro de artes escénicas en el bulevar del Rey Saúl, en la ciudad de Tel Aviv, en Israel. Fue diseñado por el arquitecto israelí Jacob Rechter. Abierto al público en 1994, el centro es la sede de la nueva Opera Nacional de Israel, y el Teatro Cámeri, que recibe a cerca de un millón de visitantes al año. El complejo se encuentra junto a la Biblioteca Municipal Central y el Museo de arte de Tel Aviv, con el parque Dubnow justo en la parte trasera del centro. El espacio alberga una gran variedad de espectáculos como danza, música clásica, ópera y jazz, así como exposiciones de bellas artes.